# Carl Severing
Carl Severing (ur. 1 czerwca 1875 w Herford, zm. 23 lipca 1952 w Bielefeld) – niemiecki polityk socjaldemokratyczny, od 1893 członek Socjaldemokratycznej Partii Niemiec (niem. Sozialdemokratische Partei Deutschlands, SPD), poseł do Reichstagu (1907–1911, 1919–1933), minister spraw wewnętrznych w rządzie Hermanna Müllera (1928–1930), minister spraw wewnętrznych Prus (1920–1921, 1921–1926, 1930–1932) do tzw. pruskiego zamachu stanu (niem. Preußenschlag) dokonanego przez kanclerza Rzeszy Franza von Papena przy udziale prezydenta Paula von Hindenburga.

## Życiorys
W 1933 r., po dojściu NSDAP do władzy, na krótko aresztowany pod sfingowanymi zarzutami defraudacji pieniędzy publicznych, następnie wycofał się z życia politycznego, przechodząc na emeryturę jako urzędnik państwowy.
Po 1945 r. odbudowywał struktury SPD w Nadrenii Północnej-Westfalii (w 1946 okręgowy przewodniczący SPD w Bielefeld), od 1947 członek Landtagu Nadrenii Północnej-Westfalii.